# Trans Regio
Die Trans Regio Deutsche Regionalbahn GmbH ist ein Eisenbahnverkehrsunternehmen (EVU) mit Sitz in Koblenz, das zur Transdev-Gruppe gehört.
Das Unternehmen betreibt im Schienenpersonennahverkehr (SPNV) die MittelrheinBahn (MRB, Linie RB 26) zwischen dem nordrhein-westfälischen Köln und dem rheinland-pfälzischen Mainz entlang der linken Rheinstrecke. Ehemals wurden auch weitere Linien in Rheinland-Pfalz betrieben.

## Unternehmen

### Anteilseigner
Trans Regio wurde 1999 mit Sitz in Trier gegründet. Zunächst waren zu gleichen Teilen die Rheinbahn in Düsseldorf und die Moselbahn in Trier beteiligt. Nachdem letztere im Jahre 2002 ausgeschieden war, suchte die Rheinbahn einen neuen Partner. Diesen fand sie ab 1. Januar 2004 in der französischen Verkehrsgesellschaft EuRailCo, die 75,1 % der Anteile übernahm. 2012 verkaufte die Rheinbahn ihre verbliebenen Geschäftsanteile in Höhe von 24,9 % an die EuRailCo, die damit alleiniger Inhaber aller Gesellschaftsanteile der Trans Regio war. EuRailCo war zunächst ein Gemeinschaftsunternehmen von Transdev und RATP, und gehörte seit 2011 vollständig zu Transdev. Im August 2014 wurde die „EuRailCo GmbH“ (Koblenz) mit der Veolia Verkehr Regio GmbH verschmolzen, die wiederum 2015 zur „Transdev Regio GmbH“ umfirmierte und eine hundertprozentige Tochter des Verkehrskonzerns Transdev GmbH ist.

Logo bis 2015
Historisches Logo

### Geschäftsführung
Von 2004 bis 2012 war Christian Klein Geschäftsführer, 2012 kam Henning Weize zunächst als zweiter Geschäftsführer hinzu, der kurz darauf die alleinige Geschäftsführung übernommen hat, während Christian Klein in den Ruhestand verabschiedet wurde. Zwischen März 2014 und Februar 2016 war Michael Schröder Alleingeschäftsführer. Von März 2016 bis September 2018 war Henning Weize als alleiniger Geschäftsführer tätig. Seit Oktober 2018 ist Ingo Pfundstein Geschäftsführer der Trans Regio. Mit Henrik Behrens wurde im Juni 2022 die Geschäftsführung erweitert. Zum 14. Oktober 2024 würde die Geschäftsführung durch Dietmar Knerr ergänzt. Knerr kümmert sich um den Betrieb, Behrens hingegen um die Kaufmännischen- und Vertriebsangelegenheiten.
Die Geschäftsleitung besteht aus den Geschäftsführern und den Prokuristen Sebastian Kirchner (Leiter Betrieb und Technik), Annelie Harre (Leiterin Markt und Auftraggeber). Vormaliger Leiter Operative Dienste Andreas Leue schied zum 30. September 2024 bei Transregio aus und wechselte zu National Express. Sein Aufgabenbereich geht in den von Sebastian Kirchner über.

### Betriebsstätten

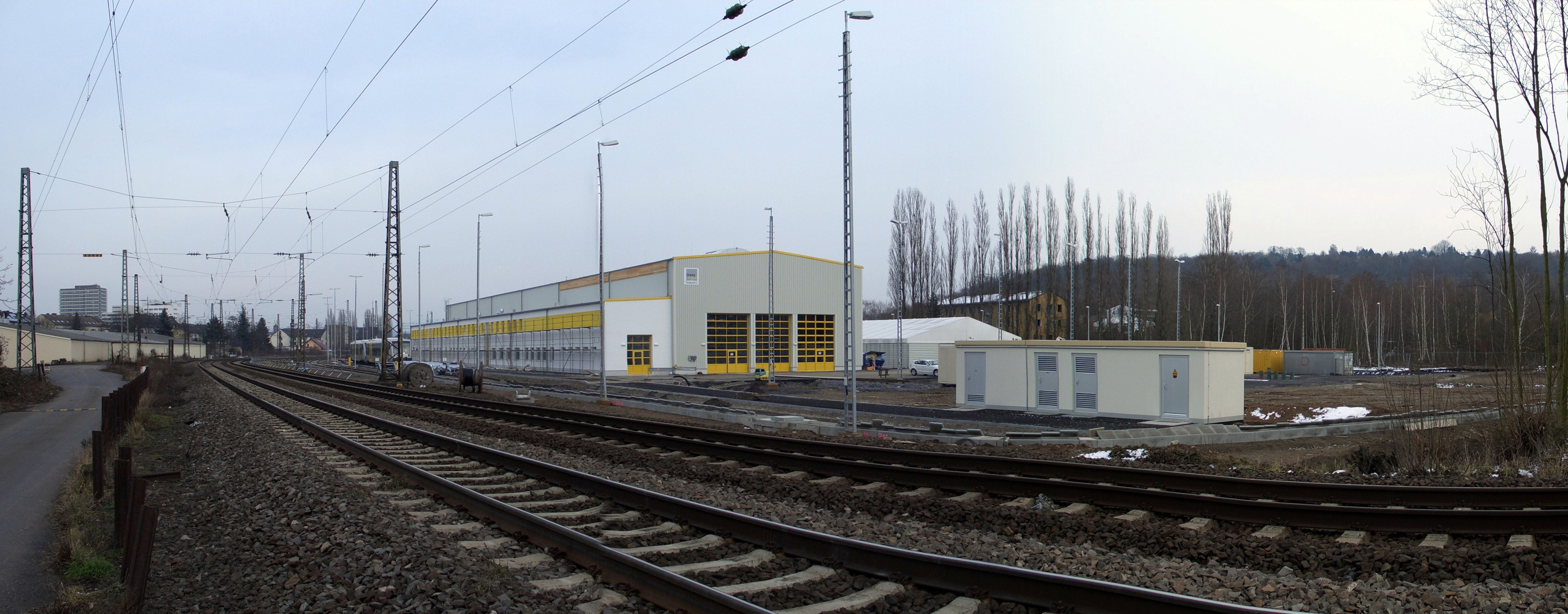
Die bereits bestehenden Anlagen des Trans Regio Betriebswerks Koblenz-Mosel

Die Trans Regio besitzt mit dem Betriebswerk Koblenz-Mosel in Koblenz-Moselweiß eine Werkstatt inklusive Depot, in der die Fahrzeuge des Typs Desiro ML gewartet werden. Dort befindet sich seit 2009 auch die Leitstelle für Betrieb und Personalplanung. Ihre weiteren Werkstätten in Mayen und Altenglan, in denen früher die Fahrzeuge des Typs Stadler Regio-Shuttle RS1 gewartet wurden, hat die Trans Regio an andere Gesellschaften vermietet.
Die Trans Regio betrieb bis Ende des Jahres 2019 ein Service-Center in der Nähe des Koblenzer Hauptbahnhofs. Im Service-Center war ebenfalls die telefonische Beratung integriert.

## Strecken

Logo Mittelrheinbahn

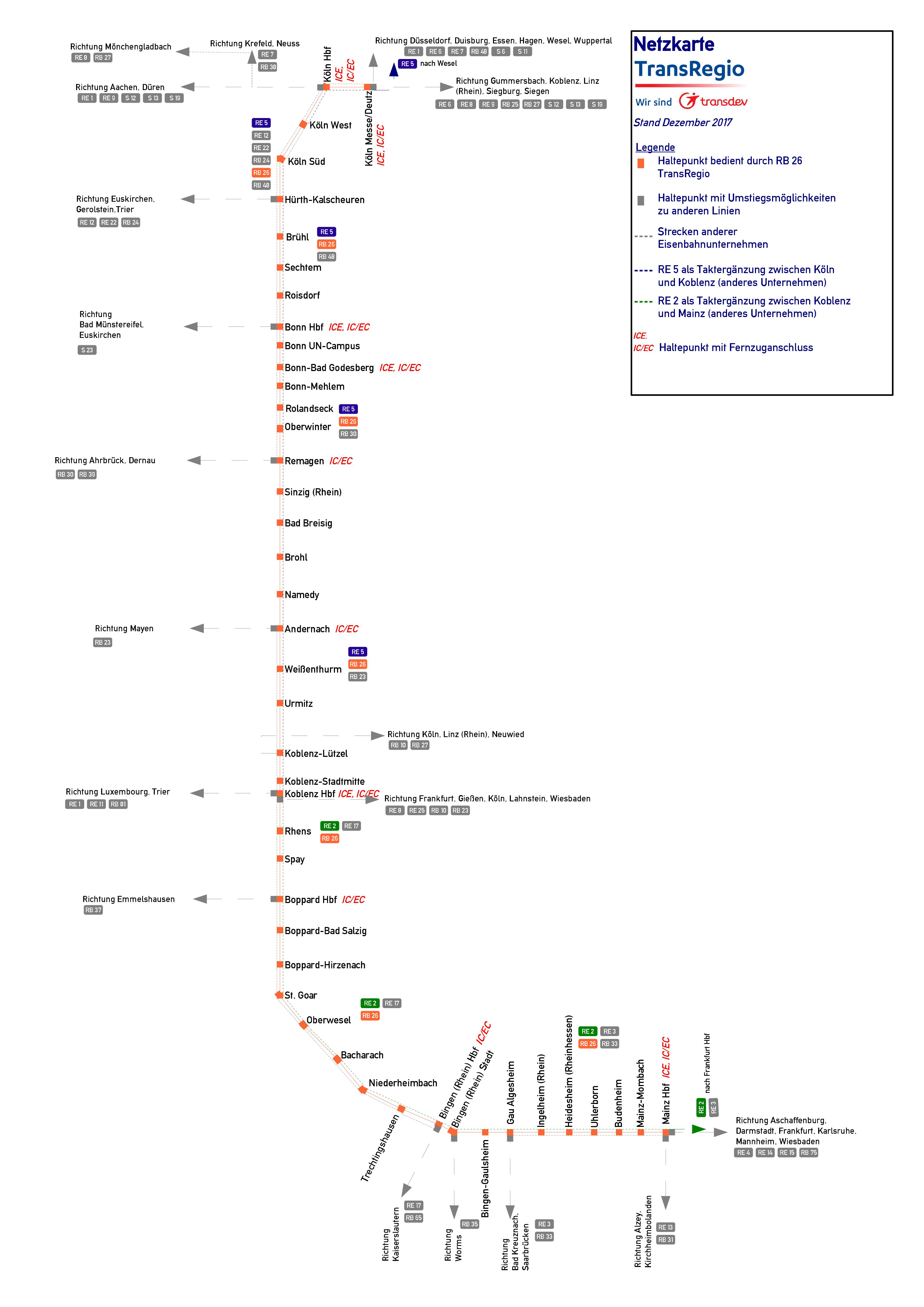
Aktuelles Netz der TransRegio (Stand Dezember 2017)

Unter dem vom Zweckverband Nahverkehr Rheinland registrierten Markennamen MittelrheinBahn betreibt trans regio seit dem 14. Dezember 2008 für zunächst 15 Jahre Personenverkehr auf den folgenden Strecken in Rheinland-Pfalz und Nordrhein-Westfalen:
- KBS 470[5], ehem. Rheinlandbahn: Köln – Bonn – Remagen – Andernach – Koblenz, zunächst als Linie MRB 26 bezeichnet
- KBS 471[6], ehem. Mittelrhein-Burgen-Bahn: Koblenz – Bingen – Mainz (– Frankfurt), zunächst als Linie MRB 32 bezeichnet

Zuständige Aufgabenträger der Linie sind in Nordrhein-Westfalen der Zweckverband go.Rheinland (ehemals Zweckverband Nahverkehr Rheinland), sowie in Rheinland-Pfalz der Zweckverband Schienenpersonennahverkehr Rheinland-Pfalz Nord (ZSPNV RLP Nord) und der Zweckverband Öffentlicher Personennahverkehr Rheinland-Pfalz Süd (ZÖPNV RLP Süd).
Seit dem Fahrplanwechsel im Dezember 2016 verkehren die Züge auf beiden Strecken als Linie RB 26 und nicht mehr als MRB 26 und MRB 32, durchgehend von Köln Messe/Deutz bis Mainz Hbf. Der rund zwanzigminütige Aufenthalt in Koblenz entfällt, ebenso wie der Zugnummernwechsel. Zudem fahren im Nachtverkehr die Züge ab Deutz täglich weiter zum Bahnhof Flughafen Köln/Bonn.
Die trans regio hat für den Betrieb der Mittelrheinbahn Elektrotriebwagen vom Typ Siemens Desiro MainLine (Baureihe 460) von Alpha Trains geleast. Ab dem Fahrplanwechsel am 13. Dezember 2020 hat der Aufgabenträger Nahverkehr Rheinland (NVR) eine Dreifach- statt Doppeltraktion zwischen Köln und Remagen bestellt, was die Kapazität um 252 Sitzplätze erhöht. Das wird durch sechs neue Fahrzeuge vom Typ Siemens Mireo ermöglicht, die auf der MittelrheinBahn vorrangig zwischen Mainz und Bingen/Koblenz eingesetzt werden.
Am 8. Juni 2021 wurde mitgeteilt, dass trans regio die Strecke Köln – Mainz für weitere zehn Jahre, mit Option auf eine Verlängerung bis 2036 bzw. für den Abschnitt Mainz – Bingen – Koblenz für Teilleistungen bis Juni 2037, betreiben wird. Für die Desiro-Fahrzeuge erfolgt eine Modernisierung des Fahrgastraumes mit größeren Sitzabständen (dadurch Reduktion der Sitzplätze von 252 auf 224), Bereitstellung von WLAN und Nachrüstung der Vierer-Sitzgruppen mit Steckdosen. Seit November 2023 wird etwa alle sechs Wochen eins der 17 Fahrzeuge modernisiert.
Auf seiner Website bietet das Unternehmen für die Strecke Köln–Mainz einen kostenlosen Audioführer an.
Mit dem Fahrplanwechsel im Dezember 2025 wird TransRegio neben DB Regio Nahverkehrsleistungen auf der Ahrtalbahn von Ahrbrück bis Remagen betreiben. Diese Linie verkehrt im Zweistundentakt über Andernach und Koblenz nach Boppard. Die Linie ergänzt südlich von Remagen die bestehende RB 26. Betrieben wird die Linie dann als Regionalbahn 32 (RB 32) mit elektrischen Triebwagen des Typs Siemens Mireo.

### Haltepunkte und Kilometer -Mittelrheinbahn, RB 26
| Km  | Bahnhof/ Haltepunkt                                      |
| --- | -------------------------------------------------------- |
| 000 | Mainz, Hauptbahnhof                                      |
| 003 | Mainz-Mombach                                            |
| 007 | Budenheim                                                |
| 010 | Uhlerborn                                                |
| 013 | Heidesheim (Rheinhessen)                                 |
| 018 | Ingelheim am Rhein                                       |
| 021 | Gau Algesheim                                            |
| 026 | Bingen-Gaulsheim                                         |
| 029 | Bingen am Rhein, Stadtbahnhof                            |
| 030 | Bingen am Rhein, Hauptbahnhof                            |
| 036 | Trechtingshausen                                         |
| 040 | Niederheimbach                                           |
| 044 | Bacharach                                                |
| 050 | Oberwesel                                                |
| 057 | St. Goar                                                 |
| 063 | Boppard-Hirzenach                                        |
| 067 | Boppard-Bad Salzig                                       |
| 072 | Boppard, Hauptbahnhof                                    |
| 079 | Spay                                                     |
| 083 | Rhens                                                    |
| 091 | Koblenz, Hauptbahnhof                                    |
| 092 | Koblenz, Stadtmitte                                      |
| 093 | Koblenz-Lützel                                           |
| 101 | Mülheim-Kärlich                                          |
| 105 | Weißenthurm                                              |
| 109 | Andernach                                                |
| 113 | Namedy                                                   |
| 117 | Brohl                                                    |
| 120 | Bad Breisig                                              |
| 126 | Sinzig am Rhein                                          |
| 130 | Remagen                                                  |
| 134 | Oberwinter                                               |
| 136 | Rolandseck                                               |
| 140 | Bonn-Mehlem                                              |
| 142 | Bonn-Bad Godesberg                                       |
| 146 | Bonn, UN Campus                                          |
| 149 | Bonn, Hauptbahnhof                                       |
| 156 | Roisdorf                                                 |
| 162 | Sechtem                                                  |
| 167 | Brühl                                                    |
| 172 | Hürth-Kalscheuren                                        |
| 178 | Köln-Süd                                                 |
| 180 | Köln-West                                                |
| 183 | Köln, Hauptbahnhof                                       |
| 184 | Köln, Messe/Deutz                                        |
| 194 | Köln/Bonn, Flughafen (Nachtverkehr von 22 Uhr bis 4 Uhr) |

### Haltepunkte und Kilometer – Ahrtalbahn, RB 32
| Km                                              | Bahnhof/ Haltepunkt                           |
| ----------------------------------------------- | --------------------------------------------- |
| 000                                             | Ahrbrück                                      |
| 002                                             | Altenahr, Kreuzberg (Ahr)                     |
| 003                                             | Altenahr                                      |
| 006                                             | Mayschoß                                      |
| 007                                             | Rech                                          |
| 009                                             | Dernau                                        |
| 012                                             | Bad Neuenahr-Ahrweiler, Walporzheim           |
| 014                                             | Bad Neuenahr-Ahrweiler, Ahrweiler Markt       |
| 015                                             | Bad Neuenahr-Ahrweiler, Ahrweiler             |
| 018                                             | Bad Neuenahr-Ahrweiler, Bad Neuenahr          |
| 021                                             | Bad Neuenahr-Ahrweiler, Heimersheim/Lohrsdorf |
| 024                                             | Sinzig am Rhein, Bad Bodendorf                |
| 029 (alle zwei Stunden weiter nach Boppard Hbf) | Remagen                                       |
| 033                                             | Sinzig am Rhein                               |
| 039                                             | Bad Breisig                                   |
| 042                                             | Brohl-Lützing, Brohl                          |
| 046                                             | Andernach, Namedy                             |
| 050                                             | Andernach                                     |
| 054                                             | Weißenthurm                                   |
| 058                                             | Mülheim-Kärlich                               |
| 066                                             | Koblenz, Lützel                               |
| 067                                             | Koblenz, Stadtmitte                           |
| 068                                             | Koblenz, Hauptbahnhof                         |
| 076                                             | Rhens                                         |
| 080                                             | Spay                                          |
| 087                                             | Boppard, Hauptbahnhof                         |

### Frühere Strecken
Auf folgenden Strecken in Rheinland-Pfalz betrieb die Trans Regio bis zum 13. Dezember 2008 ebenfalls Personenverkehr:
- Eifelquerbahn: Andernach – Mayen West – Kaisersesch (seit 28. Mai 2000 bis Mayen West; seit 6. August 2000 bis Kaisersesch)
- Kaiserslautern Hbf – Landstuhl – Kusel (seit 28. Mai 2000)
- Moselstrecke: Koblenz Hbf – Winningen – Kobern-Gondorf – Treis-Karden – Cochem – Bullay (einmal wöchentlich)
- Moselwein-Bahn: Bullay – Traben-Trarbach

Seit dem 14. Dezember 2008 wurden diese Strecken wieder von der DB Regio betrieben.
- Bingen (Rhein) Hbf – Darmstadt Hbf vom 16. Juli 2024 bis 13. Dezember 2024 im Kooperationsverkehr mit der Hessischen Landesbahn während der Sperrung der Riedbahn wegen der Generalsanierung dieser. Betrieb als RB75 (Transregio; 2 Hin- und Rückleistungen pro Tag; Zugnummer 25552/25553 (Hin und Rück)und 25554/25555 (Hin und Rück)) und RB 26 (Hessische Landesbahn; 5 Hin- und Rückleistungen).

## Fahrzeuge

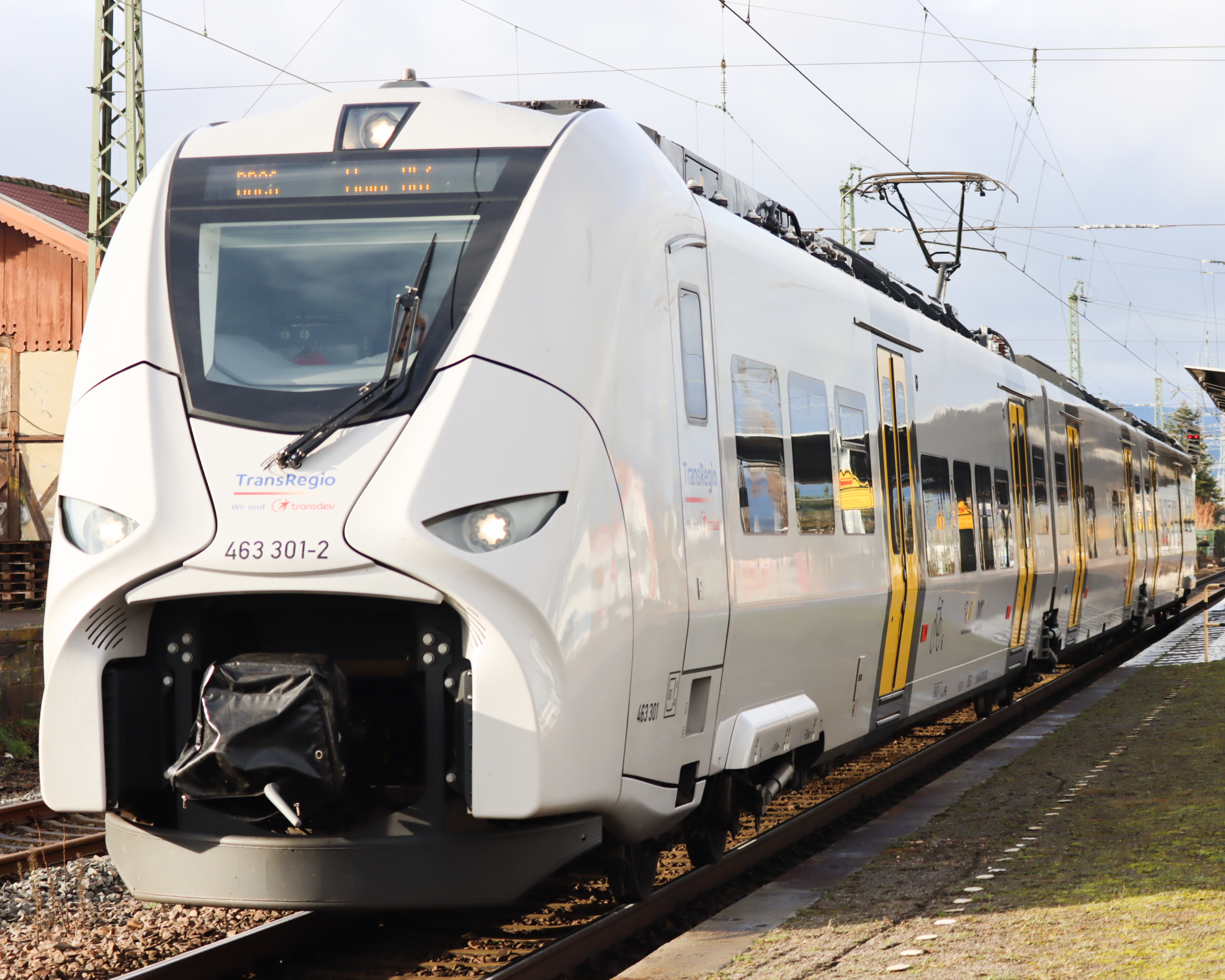
Ein Siemens Mireo von trans regio am Bahnhof Mainz-Mombach

Die Trans Regio hat im Jahr 2008 16 Elektro-Triebwagen vom Typ Siemens Desiro ML, im Gesamtwert von rund 70 Millionen Euro, von Alpha Trains für die MittelrheinBahn geleast. Ein weiteres Fahrzeug wurde im Januar 2009 ausgeliefert und absolvierte weitere Testfahrten, u. a. als Zweiteiler; im selben Testprogramm lief der kurzzeitig ausgeliehene 460 007 mit 2 Mittelwagen. Damit kann die BR 460 nun bei entsprechendem Bedarf freizügig ohne, mit einem oder mit zwei Mittelwagen eingesetzt werden. 460 017 wurde Mitte Juni 2009 an Trans Regio übergeben und verkehrte am 9. Juli erstmals im Planbetrieb.
Die Züge weisen eine Kapazität von jeweils 252 Sitz- und 240 Stehplätzen auf und sind mit Fahrgastinformationsanzeigern sowie Fahrgastzählsystemen ausgestattet, um schneller und bedarfsgerechter die Auslastung optimieren zu können. An den Türen sind Einstiegshilfen für Menschen mit körperlichen Beeinträchtigungen vorhanden. Im Bereich der Türen existieren zudem ausreichend Stellplätze für Rollstühle und pro Triebzug zwölf Stellplätze für Fahrräder. Die Innenräume sind klimatisiert und schallgedämmt. In den Toiletten gibt es zusätzlich ein Notrufmeldesystem und einen Wickeltisch.
Ein weiteres Ausstattungsmerkmal sind Tische und Steckdosen in den Fahrgasträumen der ersten Klasse. Zur Sicherheit beitragen sollen die Videoüberwachung in den Innenräumen und ein verstärkter Einsatz von Zugbegleitern ab 19 Uhr. Die Züge wurden im Hinblick auf aktuelle und künftige Umweltnormen gebaut. Weiterhin werden aufgrund der höheren Beschleunigungsleistung der Züge wieder Haltestellen bedient, die der vormalige Betreiber DB Regio aufgegeben hatte.
Entsprechend der individuellen Anforderungen können die Fahrzeuge in der gewünschten Zuglänge zwischen 49 und 282 Metern kombiniert werden.
Auf den Nebenstrecken in Rheinland-Pfalz wurden bis zum 13. Dezember 2008 Dieseltriebwagen vom Typ Stadler Regio-Shuttle RS 1 eingesetzt.
Aufgrund von Fahrzeugmangel verkehrten im Dezember 2015 Bombardier Talent 2 von National Express auf der MRB 26, die so Erfahrung für ihre eigene Betriebsaufnahme sammeln konnten.
Seit Dezember 2020 verkehrt die RB 26 zwischen Köln und Remagen in Dreifachtraktion.
Seit dem 16. November 2020 werden auf der Strecke zwischen Bingen (Rhein) Hbf und Mainz Hbf sechs Triebwagen des Typs Siemens Mireo eingesetzt. Im Dezember 2025 wird das Einsatzgebiet auf die Ahrtalbahn erweitert. Dazu wurden drei Mireo Smart von Smart Train Lease geleast.

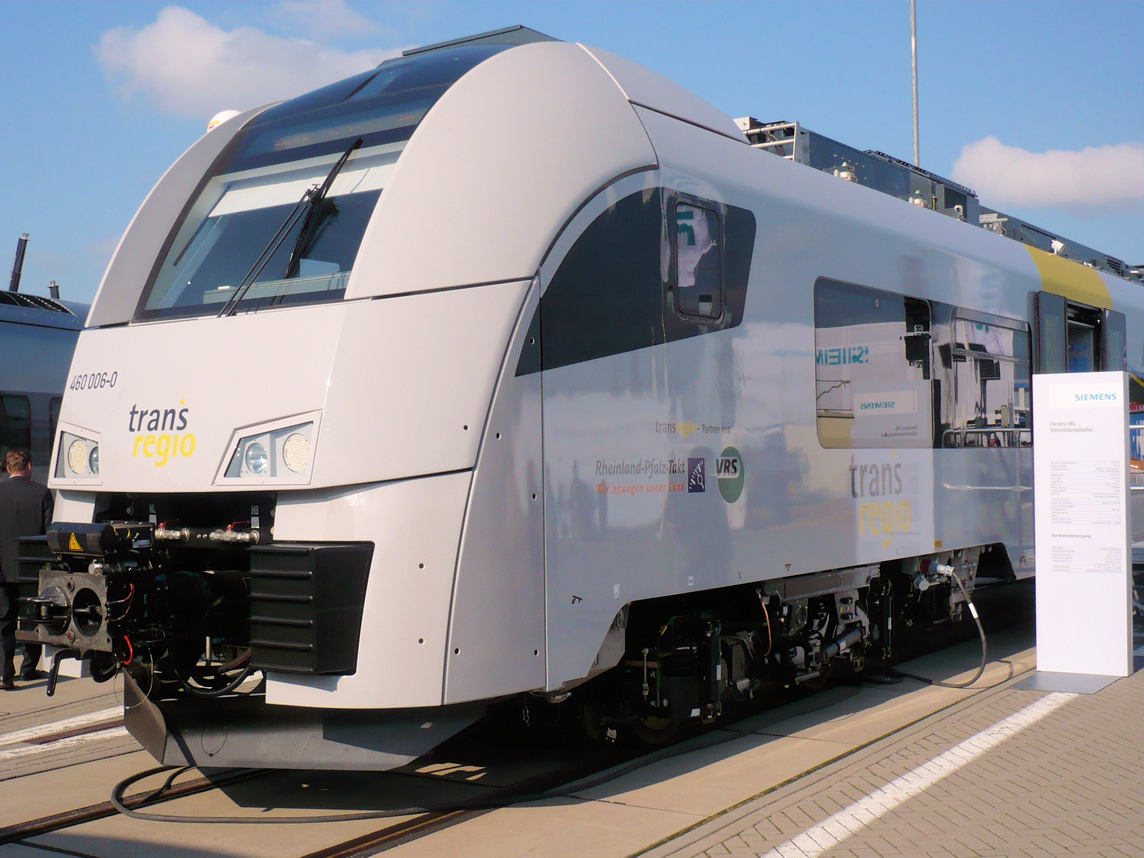
Siemens Desiro ML der Trans Regio auf der InnoTrans (2008)
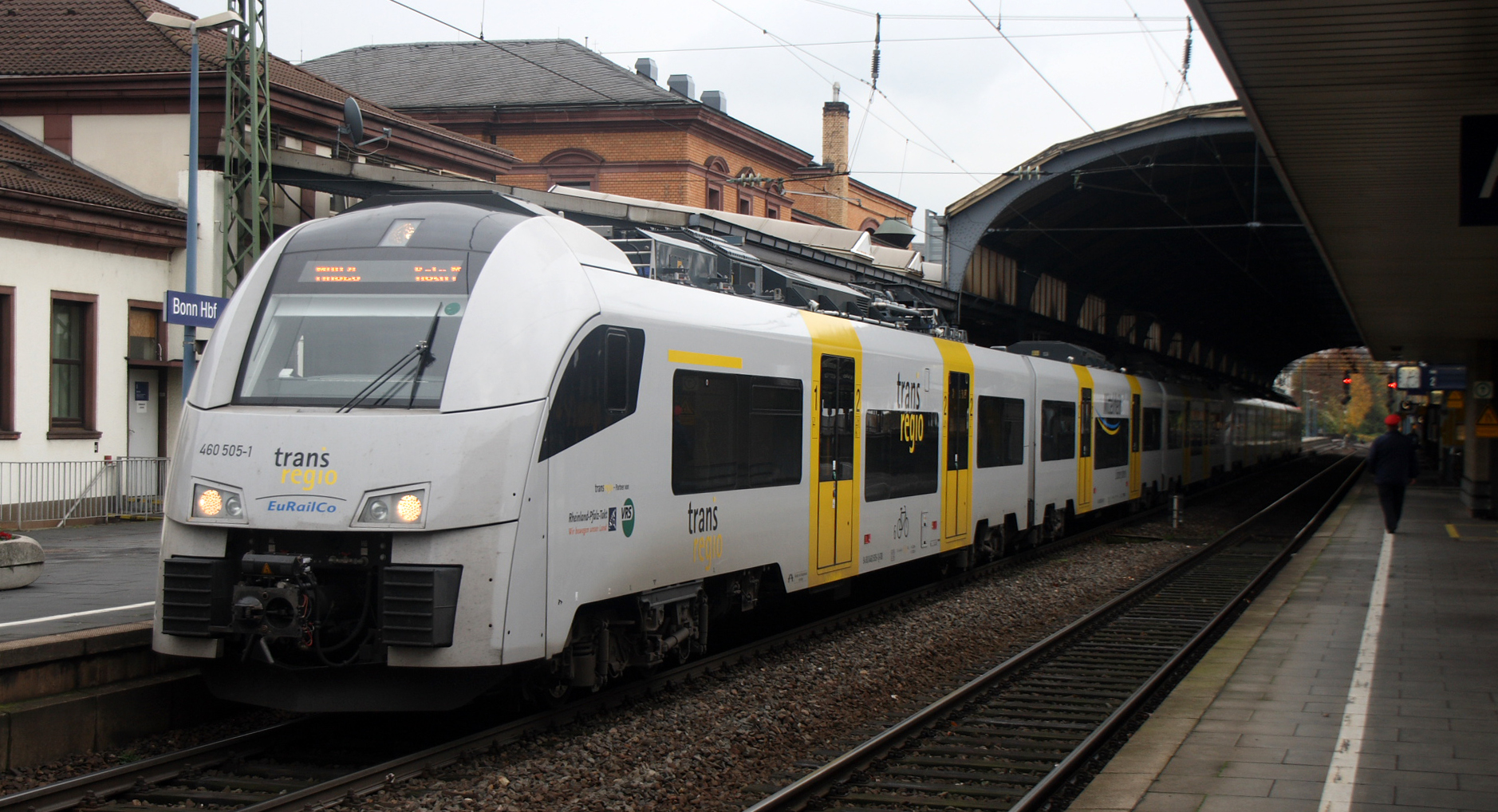
Siemens Desiro ML auf Personalschulungsfahrt in Bonn (2009)
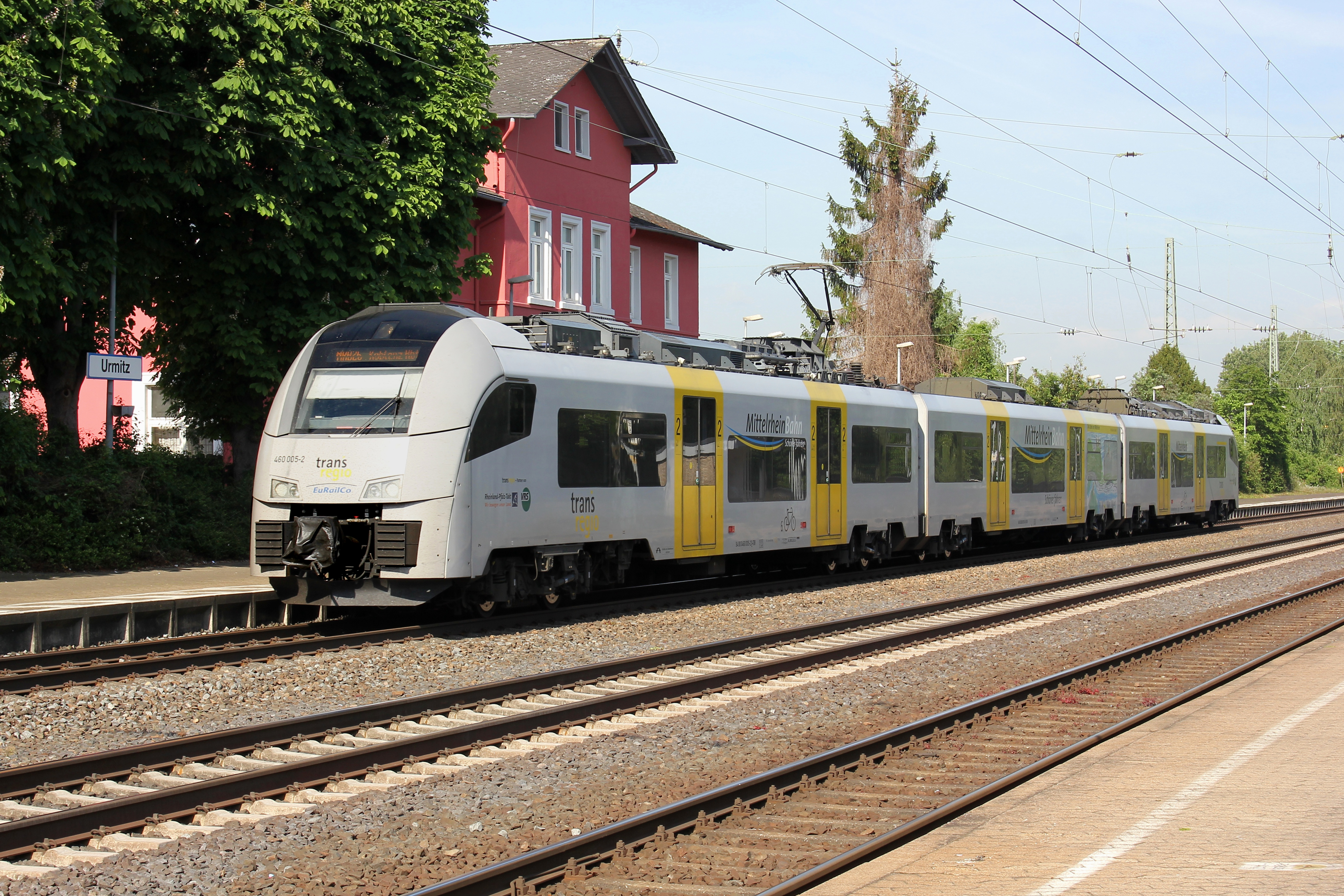
Siemens Desiro ML 2015 in Mülheim-Kärlich, damals Bahnhof Urmitz
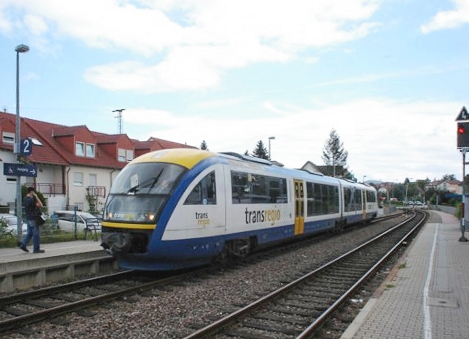
Für eine kurze Zeit waren auch VT 642 bei Trans Regio im Einsatz
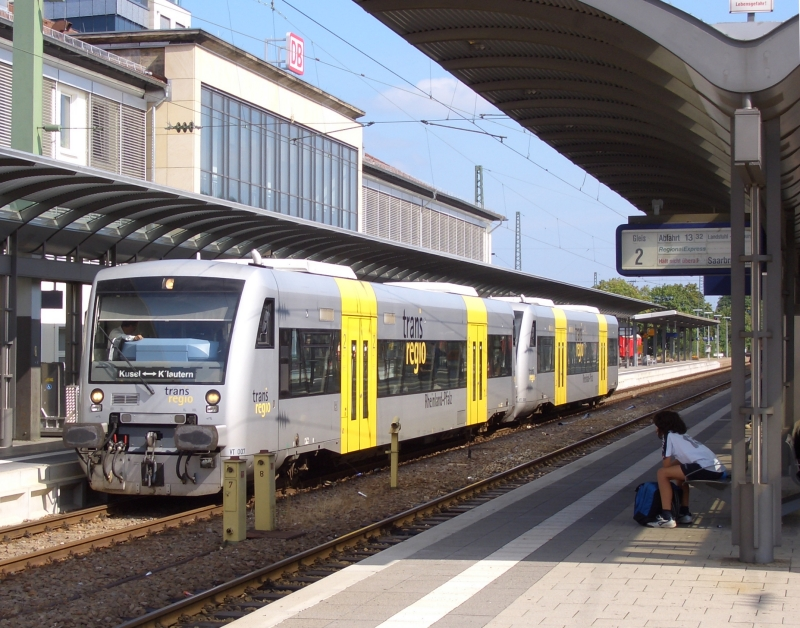
Auf den Dieselstrecken liefen bis Dezember 2008 Fahrzeuge vom Typ Regioshuttle
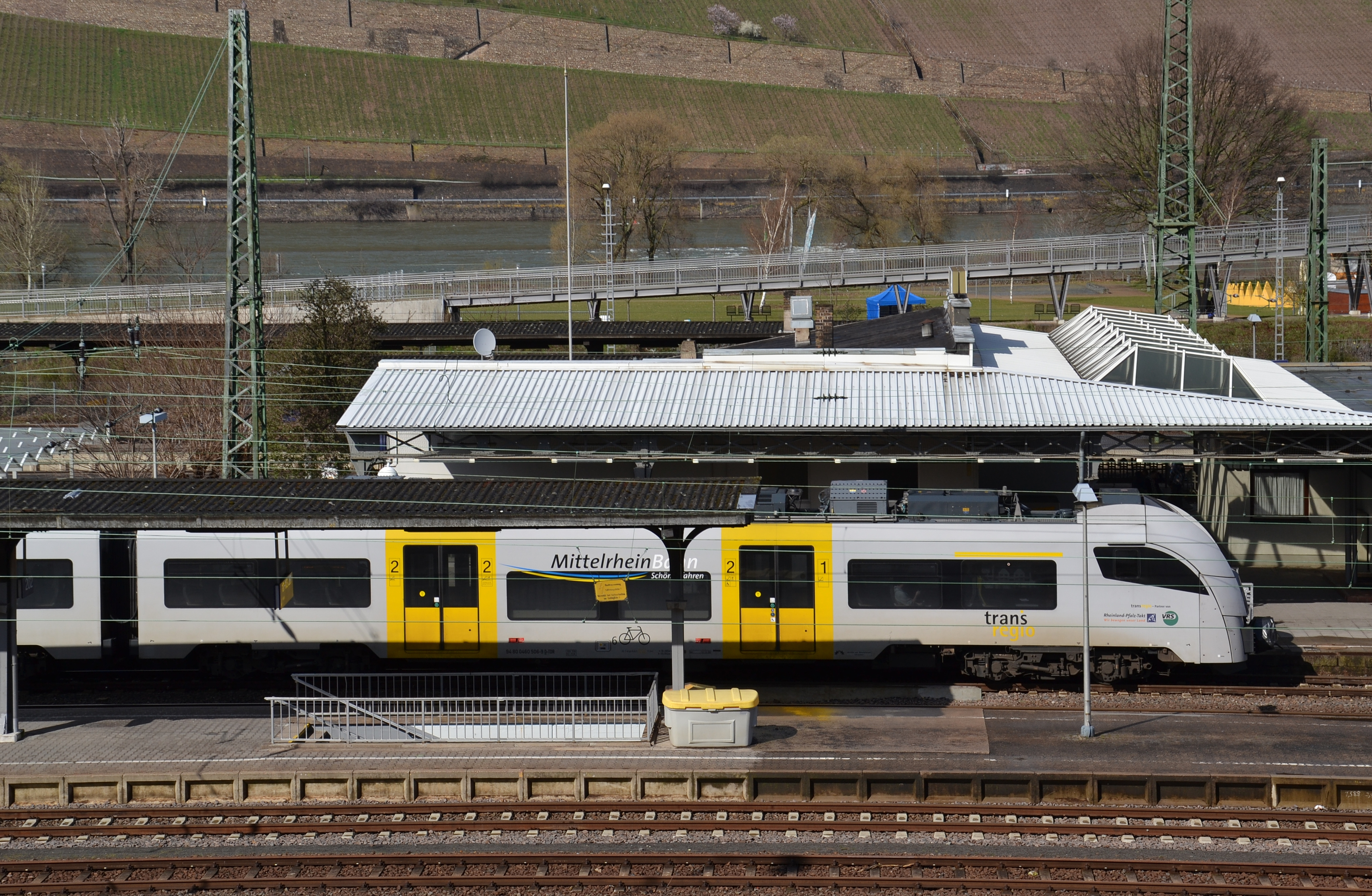
MittelrheinBahn Zug in Bingen
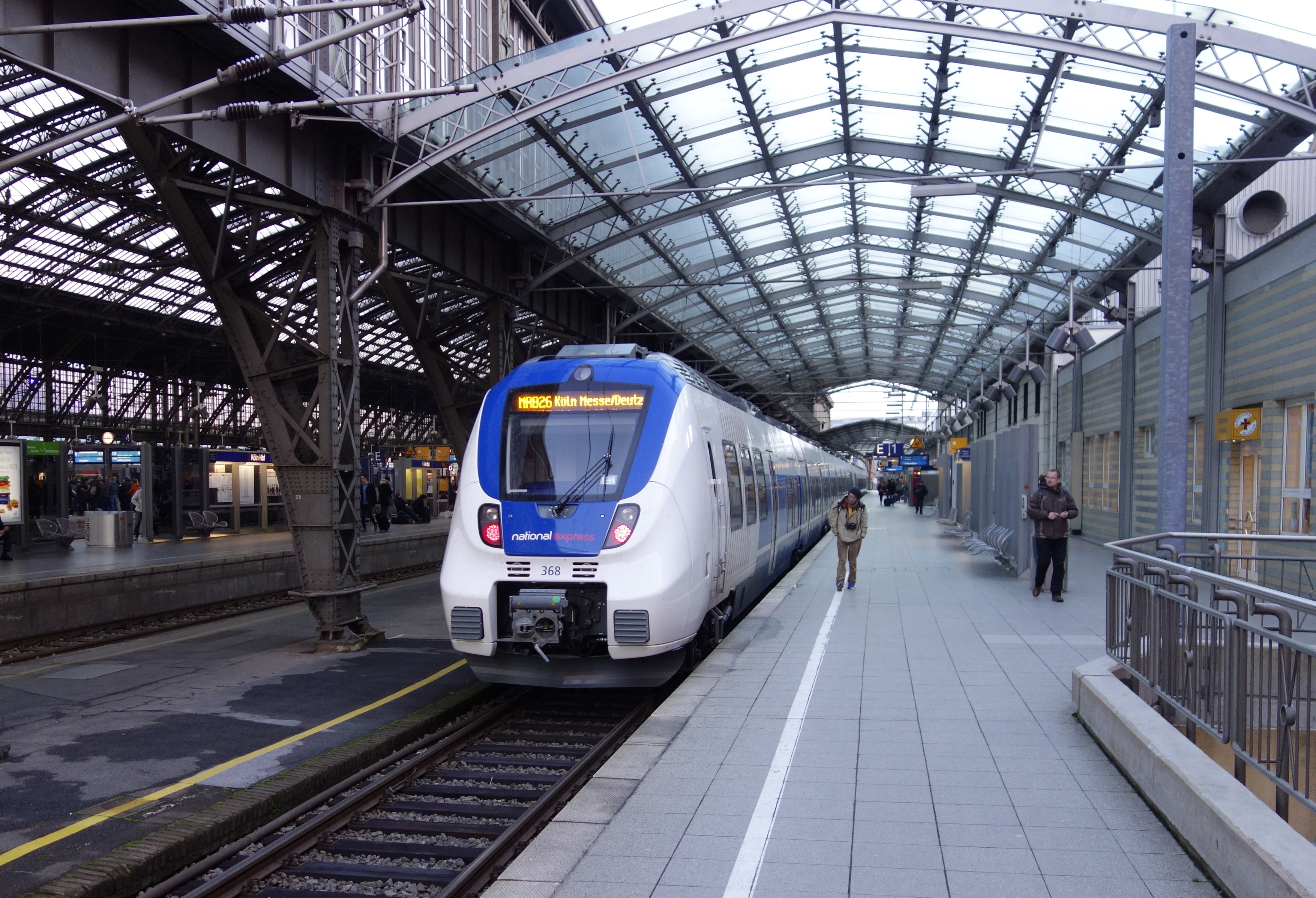
MRB 26 in Köln Hbf, ersatzweise betrieben durch National Express

## Tarife
Für Fahrten, die innerhalb von Verbünden getätigt werden, gelten deren Tarife und Beförderungsbedingungen:
- VRS zwischen Köln Messe/Deutz und Bonn-Mehlem (KBS 470 / MRB26)
  - VRS des erweiterten VRS-Gebietes im Landkreis Ahrweiler zwischen Rolandseck und Brohl (KBS 470 / MRB26)
- VRM von Rolandseck bis Oberwesel (KBS 470 / MRB26 und KBS 471 / MRB26)
- RNN von Bacharach bis Mainz Hbf (KBS 471 / MRB26)
- RMV von Mainz-Mombach bis Mainz Hbf sowie für Übergangstarif-Fahrten von bzw. in den RNN in bzw. vom RMV

Für Fahrten, die nur zwischen Bacharach und Oberwesel unternommen werden, gilt der Deutschlandtarif, ebenso für Fahrten, die über ein Verbundgebiet hinausgehen. Bei Fahrten im Vor- oder Nachlauf mit DB Fernverkehr gilt auch der DB-Tarif.
Innerhalb von Nordrhein-Westfalen gilt für verbundübergreifende Fahrten der NRW-Tarif.
Da der VRS-Tarif im Landkreis Ahrweiler, was die Lage der Stationen Rolandseck bis Brohl betrifft, als Übergangstarif anerkannt ist, sind auch hier die Angebote „Schöner-Tag-Ticket NRW“ sowie „Schöne Fahrt NRW“ gültig.
Die gültigen Ländertickets der DB Regio für Rheinland-Pfalz – das Rheinland-Pfalz-Ticket sowie das Rheinland-Pfalz-Ticket + Lux – sind auch in den Zügen der TransRegio gültig und können an den TransRegio-Fahrkartenautomaten sowie im 2019 geschlossenen TransRegio-Kundencenter in Koblenz erworben werden. Die deutschlandweit im Nahverkehr gültigen Fahrkarten und das Quer-durchs-Land-Ticket sind auch in den Zügen der TransRegio gültig. Die BahnCards der Deutschen Bahn AG sind auch bei TransRegio gültig.

### Fahrkartenverkauf
Die Trans Regio stellt an allen bedienten Bahnhöfen eigene Fahrkartenautomaten zur Verfügung.

### Fahrplan
Die RB26 verkehrt stündlich zwischen Köln Messe/Deutz und Mainz Hbf. Dazu kommen montags bis freitags halbstündliche Verstärkerfahrten zwischen Mainz Hbf und Bingen (Rhein) Hbf z. T. weiter bis Koblenz Hbf. Die Fahrten nachts werden darüber hinaus bis Köln/Bonn Flughafen verlängert.